# Viitajärvi (sjö i Outokumpu, Norra Karelen)
Viitajärvi är en sjö i kommunen Outokumpu i landskapet Norra Karelen i Finland. Arean är 44 hektar och strandlinjen är 4,07 kilometer lång. Sjön  ingår i Vuoksens huvudavrinningsområde.   Den ligger omkring 42 kilometer väster om Joensuu och omkring 360 kilometer nordöst om Helsingfors. 